# Alexei Anatoljewitsch Gromyko

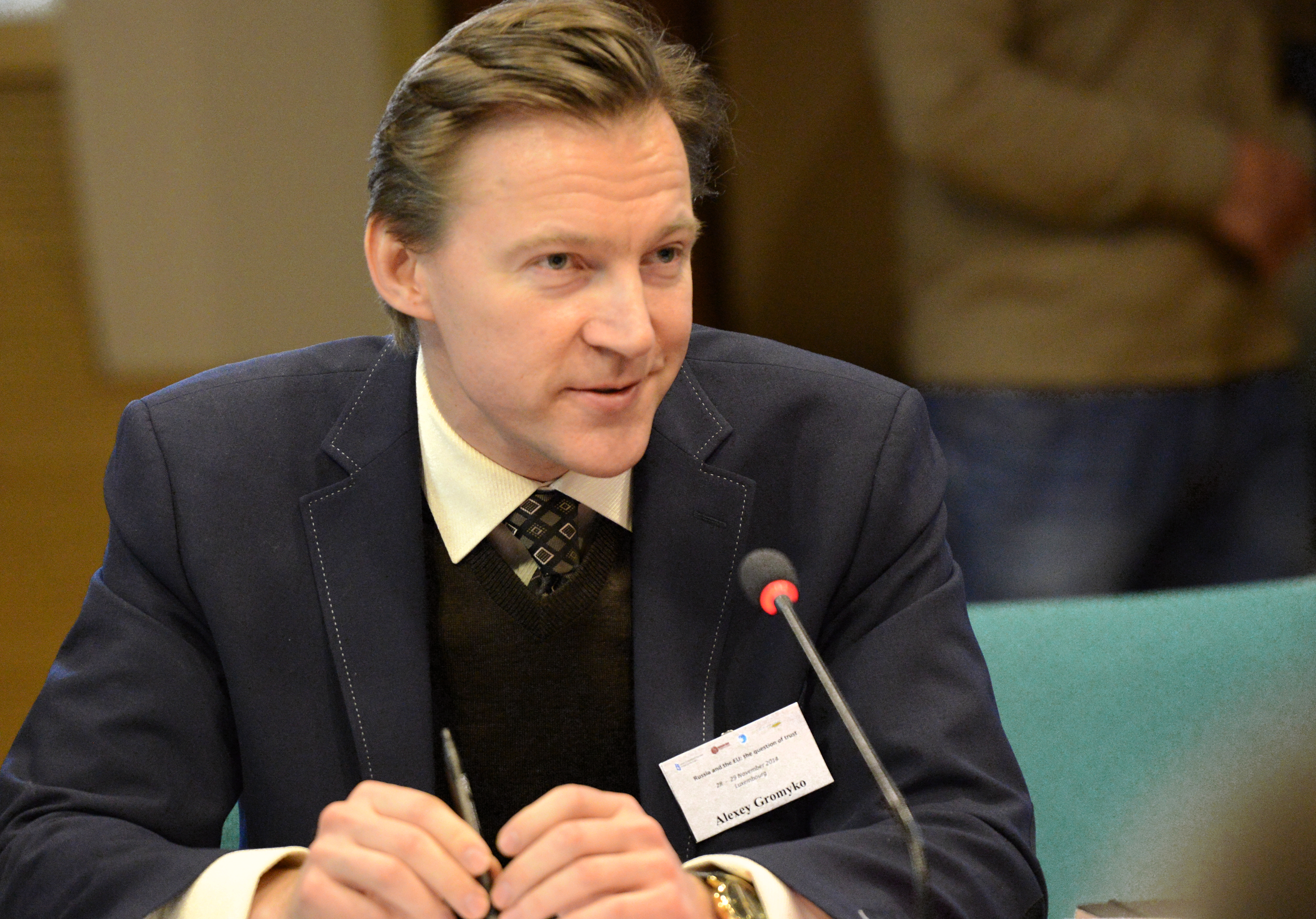
Alexei Gromyko mit der Stiftung Russki Mir (2014)

Alexei Anatoljewitsch Gromyko (russisch Алексей Анатольевич Громыко; * 20. April 1969) ist ein russischer Historiker. Er ist Direktor am Europainstitut der Russischen Akademie der Wissenschaften (IE RAS), RAS-Professor (2015) und Vorsitzender des Koordinationsrats der RAS-Professoren (2016–2018), korrespondierendes Mitglied der RAS (gewählt im Oktober 2016).

## Werdegang
Gromyko studierte ab 1986 an der Lomonossow-Universität in Moskau. Er schloss das Studium der Geschichtswissenschaft im Jahr 1997 mit der Dissertation über Neokonservatismus in Großbritannien ab und habilitierte 2005 über die Modernisierung des politischen Parteisystems in Großbritannien. Gromyko studierte 2002 am Ruskin College (Webb Memorial Trust Scholarship) und 2004 bzw. 2007 am St Antony’s College (Senior Associate Membership und Senior Visitor) der University of Oxford. Er ist Mitgründer der russischen Bewegung Für die Festigung der demokratischen internationalen Rechtsordnung und die Unterstützung der Vereinten Nationen.
Gromyko ist Mitglied der Task Force für Zusammenarbeit im Größeren Europa; diese Gruppe stützt sich auf die Förderung und analytische Arbeit des European Leadership Network (ELN), des Russischen Rates für internationale Angelegenheiten (RIAC), des Polnischen Instituts für Internationale Angelegenheiten (PISM) und der Organisation für Internationale Strategische Forschung in Ankara (USAK).
Gromyko ist der Enkel des ehemaligen sowjetischen Staatsoberhauptes und Außenministers Andrei Andrejewitsch Gromyko. Sein Vater war der Diplomat Anatoli Andrejewitsch Gromyko (1932–2017), ebenfalls Historiker und Mitglied der russischen Akademie.